# Henryk Jankowski (generał)

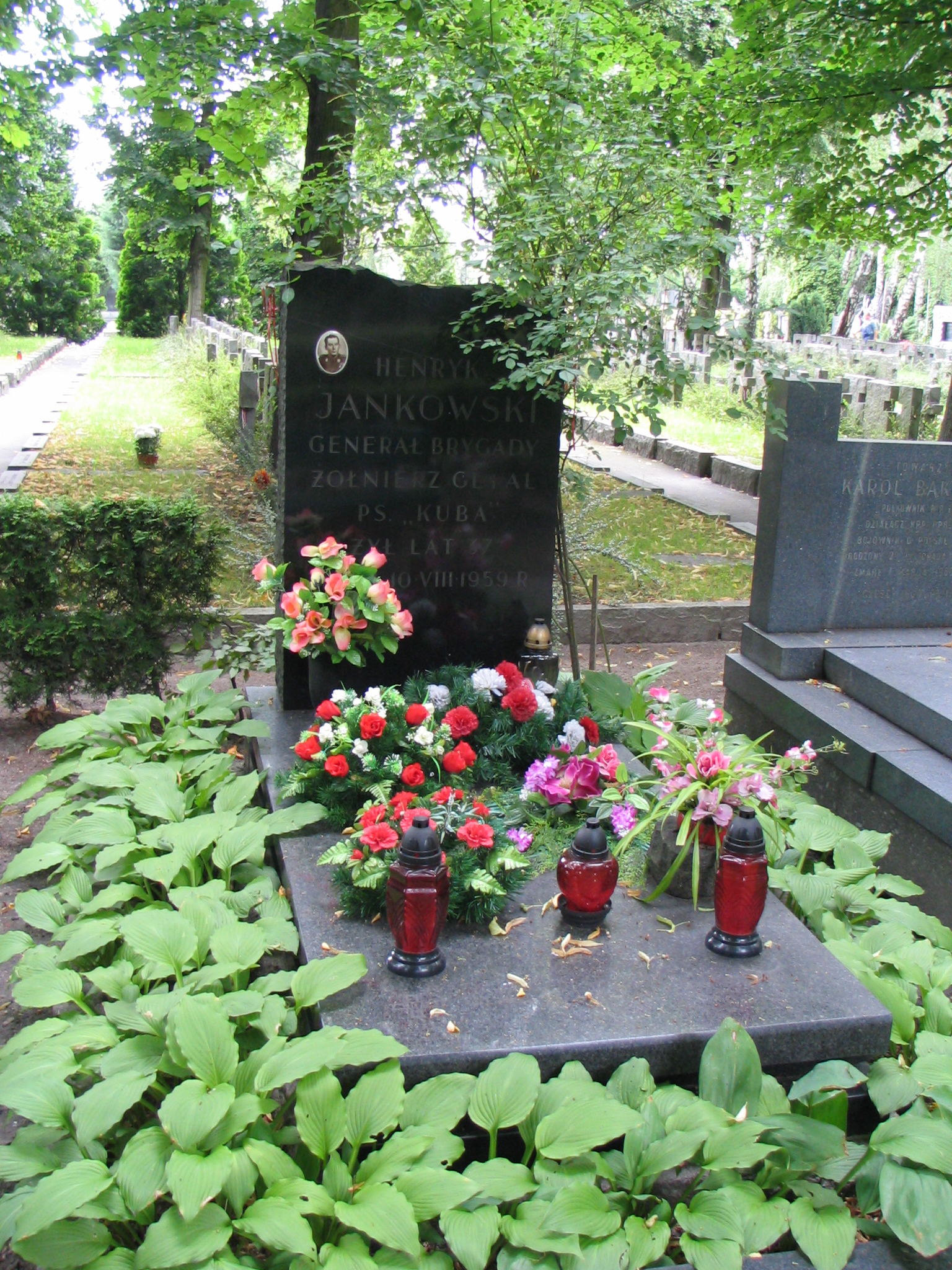
Grób Henryka Jankowskiego na Cmentarzu Wojskowym na Powązkach w Warszawie

Henryk Jankowski, ps. Kuba (ur. 11 czerwca 1922 w Warszawie, zm. 10 sierpnia 1959 tamże) – generał brygady Ludowego Wojska Polskiego.

## Życiorys
Syn stolarza Bolesława i Stanisławy z Sykulskich (zm. 1923). W 1939 ukończył 3-letnią Techniczną Szkołę Rysunków w Warszawie. W czasie okupacji pracował jako stolarz w Warszawie i działał w lewicowym ruchu oporu. Był uczestnikiem wielu akcji politycznych, propagandowych i bojowych przeprowadzanych przez lewicowe młodzieżowe grupy bojowe na terenie Warszawy.  Od czerwca 1943 walczył w szeregach Gwardii Ludowej. W sierpniu 1943 wstąpił do oddziału partyzanckiego GL Stanisława Gacia „Kuby” działającego w rejonie Sochaczewa i Łowicza, a od stycznia 1944 dowodził specjalną grupą bojową Dowództwa Głównego Armii Ludowej w oddziale „Korala” w Warszawie. Przyjął wówczas pseudonim „Kuba”. W czerwcu 1944 wstąpił do PPR oraz ukończył Szkołę Podoficerską AL w Warszawie. W powstaniu warszawskim dowodził plutonem, a następnie kompanią ochrony sztabu warszawskiego Okręgu Armii Ludowej na Woli i Starówce, później na Żoliborzu. Był lekko ranny w prawą nogę. Po upadku powstania przedostał się wraz z grupą żołnierzy AL i członkiem kierownictwa PPR Zenonem Kliszko na Pragę, gdzie wstąpił w szeregi 1 Armii Wojska Polskiego w stopniu sierżanta. Rozkazem Naczelnego Dowódcy WP z 24 grudnia 1944 mianowany podporucznikiem w korpusie oficerów polityczno-wychowawczych. Był zastępcą dowódcy kompanii do spraw polityczno-wychowawczych i oficerem sekcji polityczno-wychowawczej - instruktorem propagandy 6 Pułku Piechoty, potem oficerem w wydziale polityczno-wychowawczym 2 Dywizji Piechoty im. J.H. Dąbrowskiego. Uczestniczył w walkach o Warszawę w styczniu 1945 i dalszych działaniach wojennych na Wale Pomorskim i  Wybrzeżu. W kwietniu 1945 został szefem oddziału personalnego Wydziału Polityczno-Wychowawczego 2 Dywizji Piechoty im. J.H. Dąbrowskiego. Brał udział w forsowaniu Odry oraz w walkach w rejonie Oranienburga i nad Łabą. 
Po wojnie w stopniu kapitana WP został szefem wydziału personalnego w Zarządzie Polityczno-Wychowawczym Warszawskiego Okręgu Wojskowego. 14 grudnia 1947 ukończył z oceną bardzo dobrą Wyższą Szkołę Polityczno-Wychowawczą WP w Rembertowie. W grudniu 1947 został inspektorem Oddziału III Głównego Zarządu Polityczno-Wychowawczego WP, a we wrześniu 1948 został przeniesiony do Dowództwa Marynarki Wojennej w Gdyni na stanowisko szefa wydziału pracy z oficerami Zarządu Polityczno-Wychowawczego Marynarki Wojennej.  Od 1 stycznia 1949 do 1 lipca 1950 był zastępcą dowódcy Pomorskiego Okręgu Wojskowego w Bydgoszczy. Z tego stanowiska został zdjęty w związku z usunięciem z wojska gen. Mariana Spychalskiego, z którym Jankowski był powiązany jeszcze z czasów okupacji. Od 3 grudnia 1951  szef Oddziału V Głównego Zarządu Politycznego WP, następnie od 7 listopada 1952 szef Zarządu I Organizacyjnego w tym Zarządzie. Od listopada 1956 był zastępcą dowódcy Warszawskiego Okręgu Wojskowego do spraw politycznych. 3 lipca 1958 uchwałą Rady Państwa PRL mianowany do stopnia generała brygady. Nominację wręczył mu 22 lipca 1958 w Belwederze przewodniczący Rady Państwa Aleksander Zawadzki. W lipcu 1958 ukończył eksternistycznie studia w Wojskowej Akademii Politycznej w Warszawie. Należał kolejno do PPR i PZPR. 
Mieszkał w Rembertowie. Był żonaty z Marią Jankowską z domu Mordaka (1924–2017). Małżeństwo miało córkę.
Zmarł w 2. Centralnym Szpitalu Klinicznym WAM na ostrą białaczkę szpikową. Został pochowany na w Alei Zasłużonych na cmentarzu Wojskowym na Powązkach (kwatera A26-tuje-17). 

## Awanse
Podczas służby wojskowej otrzymał następujące awanse na wyższe stopnie:
- sierżant Armii Ludowej – czerwiec 1944
- podporucznik – 24 grudnia 1944
- porucznik – 18 kwietnia 1945
- kapitan – 2 listopada 1945
- major – 7 maja 1946
- podpułkownik – 17 grudnia 1948
- pułkownik – 17 kwietnia 1953
- generał brygady – 3 lipca 1958

## Ordery i odznaczenia
- Order Krzyża Grunwaldu III klasy (15 lipca 1945)
- Krzyż Oficerski Orderu Odrodzenia Polski (1954)
- Krzyż Srebrny Orderu Virtuti Militari (1945)
- Krzyż Walecznych (1945)
- Krzyż Partyzancki (1946)
- Medal za Warszawę 1939–1945 (17 stycznia 1946)[4]
- Medal za Odrę, Nysę, Bałtyk
- Brązowy Medal „Siły Zbrojne w Służbie Ojczyzny”
- Srebrny Medal „Siły Zbrojne w Służbie Ojczyzny” (1953)
- Medal „Za zdobycie Berlina” (ZSRR)

## Upamiętnienie
Jego imię do 2020 roku nosiło XXVI Liceum Ogólnokształcące w Warszawie.